# 東省特別行政区
東省行政特別区（とうしょう-きょうせい-とくべつく）は、中華民国により設置された省級行政区。

## 沿革
東省特別区の初見は1920年（民国9年）11月に公布された『東省特別区域法院編制条例』である。また、1922年（民国11年）12月2日には張作霖により東清鉄道沿線を特別区と定め、朱慶瀾を長官に任命、区内の軍警察、外交、内政、司法の各機関を管轄した。
1924年（民国13年）、東清鉄道の関連権益を回収した中華民国は鉄道両側15キロメートルの地域に東省特別行政区（簡称は東省特別区）を設置した。これは浜江県（現在のハルビン市）を中心に、西は満洲里、東は綏芬河、南は長春に至る黒竜江省と吉林省にまたがる地域を線上に管轄し、両省政府の行政権が及ばない行政特別区と定められた。
南京国民政府が成立すると内政部は各地の特別行政区を改省、または廃止しているが、東省行政特別区はその重要性を考慮し、行政院転奉国民政府第79回会議によりその存続が決定され、満洲国における北満特別区に継承された。